# Xysticus
Xysticus es un género de arañas de la familia Thomisidae (arañas cangrejo).

## Descripción
Xysticus y Coriarachne son arañas cangrejo de color marrón oscuro o marrón rojizo, o beige o gris. A menudo se encuentran en la maleza o en los árboles. Si bien son similares a las arañas de flores, tienden a tener patas más cortas y resistentes. Muchas especies, pero no todas, tienen abdómenes con más diseños que la mayoría de las especies de Thomisus, como algunas de las especies de Synema. Algunos sin embargo, que son más terrestres, se asemejan a la tierra en color y textura.
La mayoría de las especies del género Xysticus son arañas de tamaño pequeño a mediano. Muestran un dimorfismo sexual en tamaño. Las hembras de especies típicas alcanzan un máximo de 10 milímetros (0,39 pulgadas) de longitud corporal, mientras que los machos miden entre 3 y 5 milímetros (0,12 a 0,20 pulgadas) de largo, aproximadamente la mitad del tamaño de las hembras.
El color básico de estas especies suele ser marrón, beige o gris. El prosoma es a veces un poco más pequeño que el opistosoma. En muchas especies, el prosoma presenta una banda longitudinal ancha y pálida en el medio. El opistosoma está claramente aplanado en la mayoría de las especies y muestra una marca mediana ancha y oscura en la hoja. Las especies a menudo son muy similares entre sí y, en la mayoría de los casos, solo se pueden distinguir mediante un examen microscópico de los órganos reproductivos.

## Conducta
Las arañas del género Xysticus no construyen telarañas; como la mayoría de los Thomisidae, son cazadores de emboscada y prefieren cazar cerca del suelo (de ahí el nombre común de arañas cangrejo de tierra). Se mueven lentamente y, por lo general, cazan colocándose en un área de alto tráfico y agarrando cualquier artrópodo que pase lo suficientemente cerca. También como la mayoría de los otros Thomisidae, capturan presas con sus dos pares de patas anteriores agrandadas y las matan con una mordedura venenosa.

## Especies
- Xysticus abditus Logunov, 2006
- Xysticus acerbus Thorell, 1872
  - Xysticus acerbus obscurior Kulczyński, 1895
- Xysticus acquiescens Emerton, 1919
- Xysticus advectus O. P.-Cambridge, 1890
- Xysticus aethiopicus L. Koch, 1875
- Xysticus albertensis Dondale, 2008
- Xysticus albolimbatus Hu, 2001
- Xysticus alboniger Turnbull, Dondale & Redner, 1965
- Xysticus aletaiensis Hu & Wu, 1989
- Xysticus alpicola Kulczyński, 1882
- Xysticus alpinistus Ono, 1978
- Xysticus alpinus Kulczyński, 1887
- Xysticus alsus Song & Wang, 1994
- Xysticus altaicus Simon, 1895
- Xysticus altitudinis Levy, 1976
- Xysticus ampullatus Turnbull, Dondale & Redner, 1965
- Xysticus apachecus Gertsch, 1933
- Xysticus apalacheus Gertsch, 1953
- Xysticus apertus Banks, 1898
- Xysticus apricus L. Koch, 1876
- Xysticus aprilinus Bryant, 1930
- Xysticus arenarius Thorell, 1875
- Xysticus arenicola Simon, 1875
- Xysticus argenteus Jézéquel, 1966
- Xysticus asper (Lucas, 1838)
- Xysticus atevs Ovtsharenko, 1979
- Xysticus atrimaculatus Bösenberg & Strand, 1906
- Xysticus auctificus Keyserling, 1880
- Xysticus audax (Schrank, 1803)
  - Xysticus audax massanicus Simon, 1932
- Xysticus audaxoides Zhang, Zhang & Song, 2004
- Xysticus austrosibiricus Logunov & Marusik, 1998
- Xysticus autumnalis L. Koch, 1875
- Xysticus aztecus Gertsch, 1953
- Xysticus bacurianensis Mcheidze, 1971
- Xysticus bakanas Marusik & Logunov, 1990
- Xysticus banksi Bryant, 1933
- Xysticus barbatus Caporiacco, 1936
- Xysticus benefactor Keyserling, 1880
- Xysticus bengalensis Tikader & Biswas, 1974
- Xysticus bengdakus Saha & Raychaudhuri, 2007
- Xysticus beni Strand, 1913
- Xysticus berlandi Schenkel, 1963
- Xysticus bermani Marusik, 1994
- Xysticus bharatae Gajbe & Gajbe, 1999
- Xysticus bicolor L. Koch, 1867
- Xysticus bicuspis Keyserling, 1887
- Xysticus bifasciatus C. L. Koch, 1837
- Xysticus bimaculatus L. Koch, 1867
- Xysticus bohdanowiczi Zhang, Zhu & Song, 2004
- Xysticus bolivari Gertsch, 1953
- Xysticus bradti Gertsch, 1953
- Xysticus breviceps O. P.-Cambridge, 1885
- Xysticus brevidentatus Wunderlich, 1995
- Xysticus britcheri Gertsch, 1934
- Xysticus brunneitibiis Caporiacco, 1939
- Xysticus californicus Keyserling, 1880
- Xysticus canadensis Gertsch, 1934
- Xysticus caspicus Utochkin, 1968
- Xysticus caucasius L. Koch, 1878
- Xysticus chaparralis Schick, 1965
- Xysticus charitonowi Mcheidze, 1971
- Xysticus chippewa Gertsch, 1953
- Xysticus chui Ono, 1992 — Taiwán
- Xysticus clercki (Audouin, 1826)
- Xysticus cochise Gertsch, 1953
- Xysticus coloradensis Bryant, 1930
- Xysticus concinnus Kroneberg, 1875
- Xysticus concretus Utochkin, 1968
- Xysticus concursus Gertsch, 1934
- Xysticus conflatus Song, Tang & Zhu, 1995
- Xysticus connectens Kulczyński, 1901
- Xysticus cor Canestrini, 1873
- Xysticus corsicus Simon, 1875
- Xysticus crispabilis Song & Gao, 1996
- Xysticus cristatus (Clerck, 1757)
- Xysticus croceus Fox, 1937
- Xysticus cunctator Thorell, 1877
- Xysticus curtus Banks, 1898
- Xysticus dali Li & Yang, 2008
- Xysticus davidi Schenkel, 1963
- Xysticus denisi Schenkel, 1963
- Xysticus desidiosus Simon, 1875
- Xysticus discursans Keyserling, 1880
- Xysticus diversus (Blackwall, 1870)
- Xysticus doriai (Dalmas, 1922)
- Xysticus dzhungaricus Tyschchenko, 1965
- Xysticus edax (O. P.-Cambridge, 1872)
- Xysticus elegans Keyserling, 1880
- Xysticus elephantus Ono, 1978
- Xysticus ellipticus Turnbull, Dondale & Redner, 1965
- Xysticus emertoni Keyserling, 1880
- Xysticus ephippiatus Simon, 1880
- Xysticus erraticus (Blackwall, 1834)
- Xysticus facetus O. P.-Cambridge, 1896
- Xysticus fagei Lessert, 1919
- Xysticus federalis Gertsch, 1953
- Xysticus ferox (Hentz, 1847)
- Xysticus ferrugineus Menge, 1876
- Xysticus ferruginoides Schenkel, 1963
- Xysticus fervidus Gertsch, 1953
- Xysticus flavitarsis Simon, 1877
- Xysticus flavovittatus Keyserling, 1880
- Xysticus floridanus Banks, 1896
- Xysticus fraternus Banks, 1895
- Xysticus funestus Keyserling, 1880
- Xysticus furtivus Gertsch, 1936
- Xysticus gallicus Simon, 1875
  - Xysticus gallicus batumiensis Mcheidze & Utochkin, 1971
- Xysticus gattefossei Denis, 1956
- Xysticus geometres L. Koch, 1874
- Xysticus gertschi Schick, 1965
- Xysticus ghigii Caporiacco, 1938
- Xysticus gortanii Caporiacco, 1922
- Xysticus gosiutus Gertsch, 1933
- Xysticus gracilis Keyserling, 1880
- Xysticus grallator Simon, 1932
- Xysticus guizhou Song & Zhu, 1997
- Xysticus gulosus Keyserling, 1880
- Xysticus havilandi Lawrence, 1942
- Xysticus hedini Schenkel, 1936
- Xysticus helophilus Simon, 1890
- Xysticus hepaticus Simon, 1903
- Xysticus himalayaensis Tikader & Biswas, 1974
- Xysticus hindusthanicus Basu, 1965
- Xysticus hui Platnick, 1993
- Xysticus humilis Redner & Dondale, 1965
- Xysticus ibex Simon, 1875
  - Xysticus ibex dalmasi Simon, 1932
- Xysticus ictericus L. Koch, 1874
- Xysticus idolothytus Logunov, 1995
- Xysticus illaudatus Logunov, 1995
- Xysticus imitarius Gertsch, 1953
- Xysticus indiligens (Walckenaer, 1837)
- Xysticus insulicola Bösenberg & Strand, 1906
- Xysticus iviei Schick, 1965
  - Xysticus iviei sierrensis Schick, 1965
- Xysticus jabalpurensis Gajbe & Gajbe, 1999
- Xysticus jaharai Basu, 1979
- Xysticus japenus Roewer, 1938
- Xysticus jiangi Peng, Yin & Kim, 2000
- Xysticus jinlin Song & Zhu, 1995
- Xysticus joyantius Tikader, 1966
- Xysticus jugalis L. Koch, 1875
  - Xysticus jugalis larvatus Caporiacco, 1949
- Xysticus kalandadzei Mcheidze & Utochkin, 1971
- Xysticus kali Tikader & Biswas, 1974
- Xysticus kamakhyai Tikader, 1962
- Xysticus kansuensis Tang, Song & Zhu, 1995
- Xysticus kashidi Tikader, 1963
- Xysticus kaznakovi Utochkin, 1968
- Xysticus kempeleni Thorell, 1872
  - Xysticus kempeleni nigriceps Simon, 1932
- Xysticus khasiensis Tikader, 1980
- Xysticus kochi Thorell, 1872
  - Xysticus kochi abchasicus Mcheidze & Utochkin, 1971
- Xysticus Kulczynskii Wierzbicki, 1902
- Xysticus kurilensis Strand, 1907
- Xysticus kuzgi Marusik & Logunov, 1990
- Xysticus laetus Thorell, 1875
- Xysticus lanio C. L. Koch, 1835
  - Xysticus lanio alpinus Kulczyński, 1887
- Xysticus lapidarius Utochkin, 1968
- Xysticus lassanus Chamberlin, 1925
- Xysticus latitabundus Logunov, 1995
- Xysticus lendli Kulczyński, 1897
- Xysticus lepnevae Utochkin, 1968
- Xysticus lineatus (Westring, 1851)
- Xysticus locuples Keyserling, 1880
- Xysticus logunovi Seyfulina & Mikhailov, 2004
- Xysticus logunovorum Blick & Ono, 2021
- Xysticus lucifugus Lawrence, 1937
- Xysticus luctans (C. L. Koch, 1845)
- Xysticus luctator L. Koch, 1870
- Xysticus luctuosus (Blackwall, 1836)
- Xysticus lutzi Gertsch, 1935
- Xysticus macedonicus Silhavy, 1944
- Xysticus maculatipes Roewer, 1962
- Xysticus maculiger Roewer, 1951
- Xysticus manas Song & Zhu, 1995
- Xysticus marmoratus Thorell, 1875
- Xysticus martensi Ono, 1978
- Xysticus marusiki Ono & Martens, 2005
- Xysticus metinaktasi Demir, Seyyar & Türker, 2017
- Xysticus mongolicus Schenkel, 1963
- Xysticus montanensis Keyserling, 1887
- Xysticus mugur Marusik, 1990
- Xysticus mulleri Lawrence, 1952
- Xysticus multiaculeatus Caporiacco, 1940
- Xysticus mundulus O. P.-Cambridge, 1885
- Xysticus namaquensis Simon, 1910
- Xysticus natalensis Lawrence, 1938
- Xysticus nataliae Utochkin, 1968
- Xysticus nigriceps Berland, 1922
- Xysticus nigropunctatus L. Koch, 1867
- Xysticus nigrotrivittatus (Simon, 1870)
- Xysticus nitidus Hu, 2001
- Xysticus nubilus Simon, 1875
- Xysticus nyingchiensis Song & Zhu, 1995
- Xysticus obscurus Collett, 1877
- Xysticus ocala Gertsch, 1953
- Xysticus orizaba Banks, 1898
- Xysticus ovatus Simon, 1876
- Xysticus paiutus Gertsch, 1933
- Xysticus palawanicus Barrion & Litsinger, 1995
- Xysticus palpimirabilis Marusik & Chevrizov, 1990
- Xysticus parallelus Simon, 1873
- Xysticus parapunctatus Song & Zhu, 1995
- Xysticus pearcei Schick, 1965
- Xysticus peccans O. P.-Cambridge, 1876
- Xysticus pellax O. P.-Cambridge, 1894
- Xysticus peltiformus Zhang, Zhu & Song, 2004
- Xysticus peninsulanus Gertsch, 1934
- Xysticus periscelis Simon, 1908
- Xysticus pieperi Ono & Martens, 2005
- Xysticus pigrides Mello-Leitao, 1929
- Xysticus pingshan Zhang, Zhu & Song, 2004
- Xysticus posti Sauer, 1968
- Xysticus pretiosus Gertsch, 1934
- Xysticus promiscuus O. P.-Cambridge, 1876
- Xysticus pseudobliteus (Simon, 1880)
- Xysticus pseudocristatus Azarkina & Logunov, 2001
- Xysticus pseudolanio Wunderlich, 1995
- Xysticus pseudoluctuosus Marusik & Logunov, 1995
- Xysticus pulcherrimus Keyserling, 1880
- Xysticus punctatus Keyserling, 1880
- Xysticus pygmaeus Tyschchenko, 1965
- Xysticus pynurus Tikader, 1968
- Xysticus quadrispinus Caporiacco, 1933
  - Xysticus quadrispinus concolor Caporiacco, 1933
- Xysticus quagga Jocque, 1977
- Xysticus rainbowi Strand, 1901
- Xysticus robinsoni Gertsch, 1953
- Xysticus rockefelleri Gertsch, 1953
- Xysticus roonwali Tikader, 1964
- Xysticus rostratus Ono, 1988
- Xysticus ryukyuensis Ono, 2002
- Xysticus saganus Bösenberg & Strand, 1906
- Xysticus sagittifer Lawrence, 1927
- Xysticus sansan Levy, 2007
- Xysticus schoutedeni Lessert, 1943
- Xysticus semicarinatus Simon, 1932
- Xysticus sharlaa Marusik & Logunov, 2002
- Xysticus shillongensis Tikader, 1962
- Xysticus shyamrupus Tikader, 1966
- Xysticus siciliensis Wunderlich, 1995
- Xysticus sicus Fox, 1937
- Xysticus sikkimus Tikader, 1970
- Xysticus silvestrii Simon, 1905
- Xysticus simonstownensis Strand, 1909
- Xysticus sjostedti Schenkel, 1936
- Xysticus slovacus Svaton, Pekar & Prídavka, 2000
- Xysticus soderbomi Schenkel, 1936
- Xysticus soldatovi Utochkin, 1968
- Xysticus spasskyi Utochkin, 1968
- Xysticus sphericus (Walckenaer, 1837)
- Xysticus spiethi Gertsch, 1953
- Xysticus subjugalis Strand, 1906
  - Xysticus subjugalis nigerrimus Caporiacco, 1941
- Xysticus tampa Gertsch, 1953
- Xysticus tarcos L. Koch, 1875
- Xysticus taukumkurt Marusik & Logunov, 1990
- Xysticus tenuiapicalis Demir, 2012
- Xysticus texanus Banks, 1904
- Xysticus thessalicoides Wunderlich, 1995
- Xysticus thessalicus Simon, 1916
- Xysticus tikaderi Bhandari & Gajbe, 2001
- Xysticus toltecus Gertsch, 1953
- Xysticus torsivoides Song & Zhu, 1995
- Xysticus tortuosus Simon, 1932
- Xysticus transversomaculatus Bösenberg & Strand, 1906
- Xysticus triguttatus Keyserling, 1880
- Xysticus trizonatus Ono, 1988
- Xysticus tsanghoensis Hu, 2001
- Xysticus tugelanus Lawrence, 1942
- Xysticus turkmenicus Marusik & Logunov, 1995
- Xysticus ukrainicus Utochkin, 1968
- Xysticus ulmi (Hahn, 1831)
- Xysticus urbensis Lawrence, 1952
- Xysticus urgumchak Marusik & Logunov, 1990
- Xysticus variabilis Keyserling, 1880
- Xysticus verecundus Gertsch, 1934
- Xysticus verneaui Simon, 1883
- Xysticus viduus Kulczyński, 1898
- Xysticus viveki Gajbe, 2005
- Xysticus wagneri Gertsch, 1953
- Xysticus walesianus Karsch, 1878
- Xysticus winnipegensis Turnbull, Dondale & Redner, 1965
- Xysticus wunderlichi Logunov, Marusik & Trilikauskas, 2001
- Xysticus xerodermus Strand, 1913
- Xysticus xiningensis Hu, 2001
- Xysticus yebongensis Lee & Kim, 2018
- Xysticus yogeshi Gajbe, 2005

## Galería

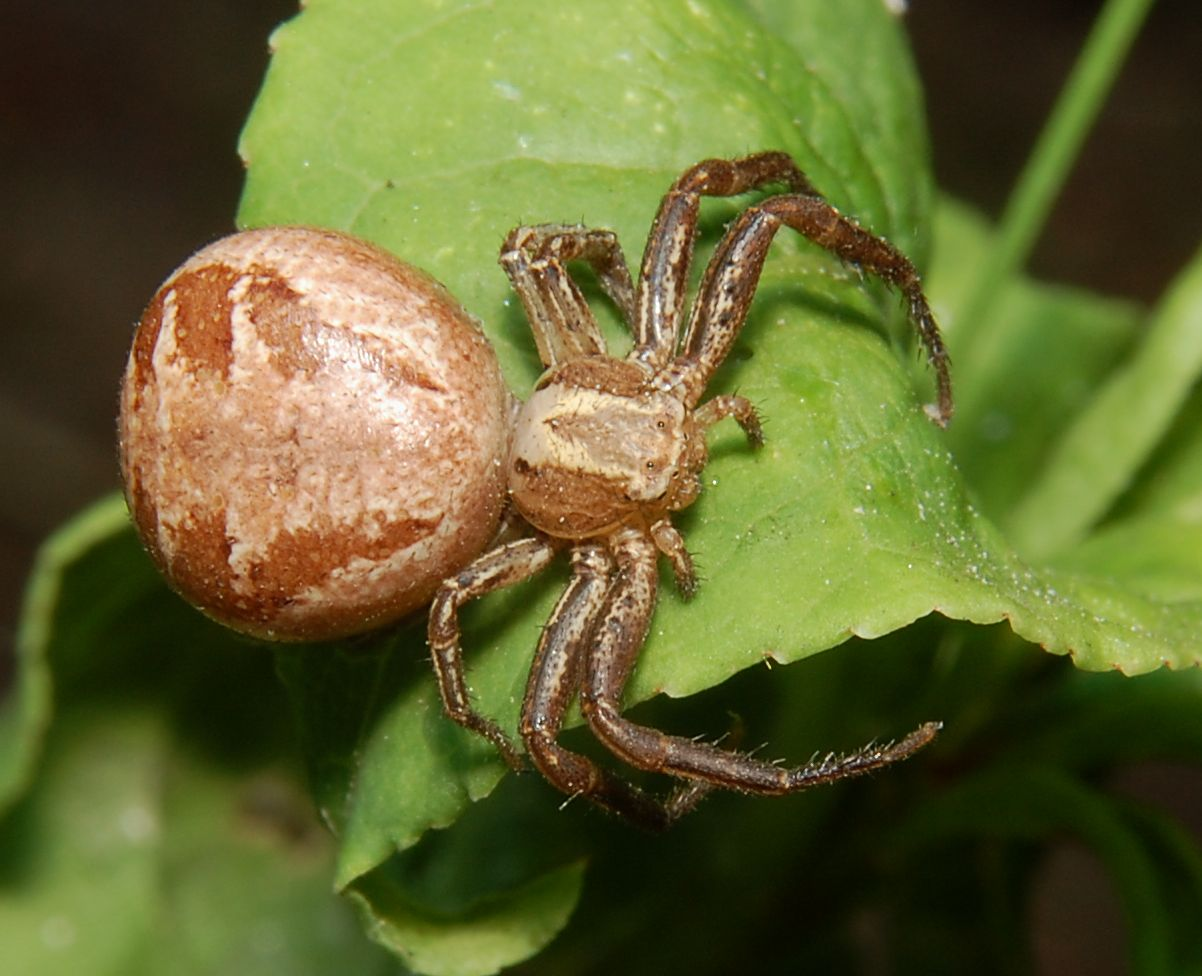
Xysticus audax
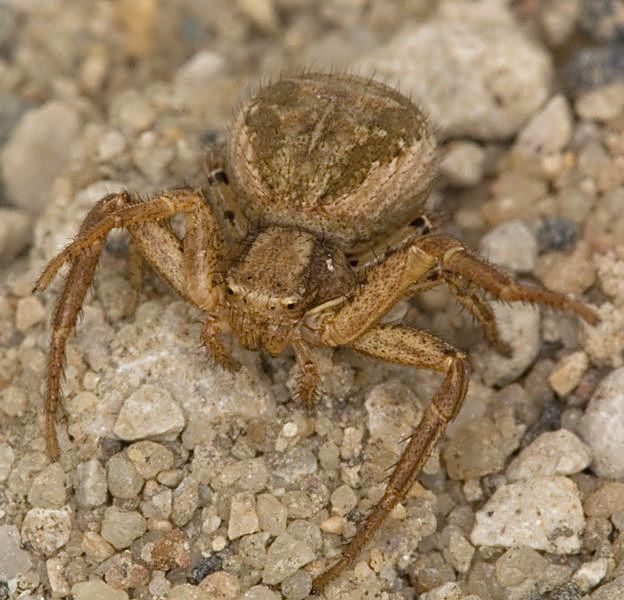
Xysticus kochi, hembra
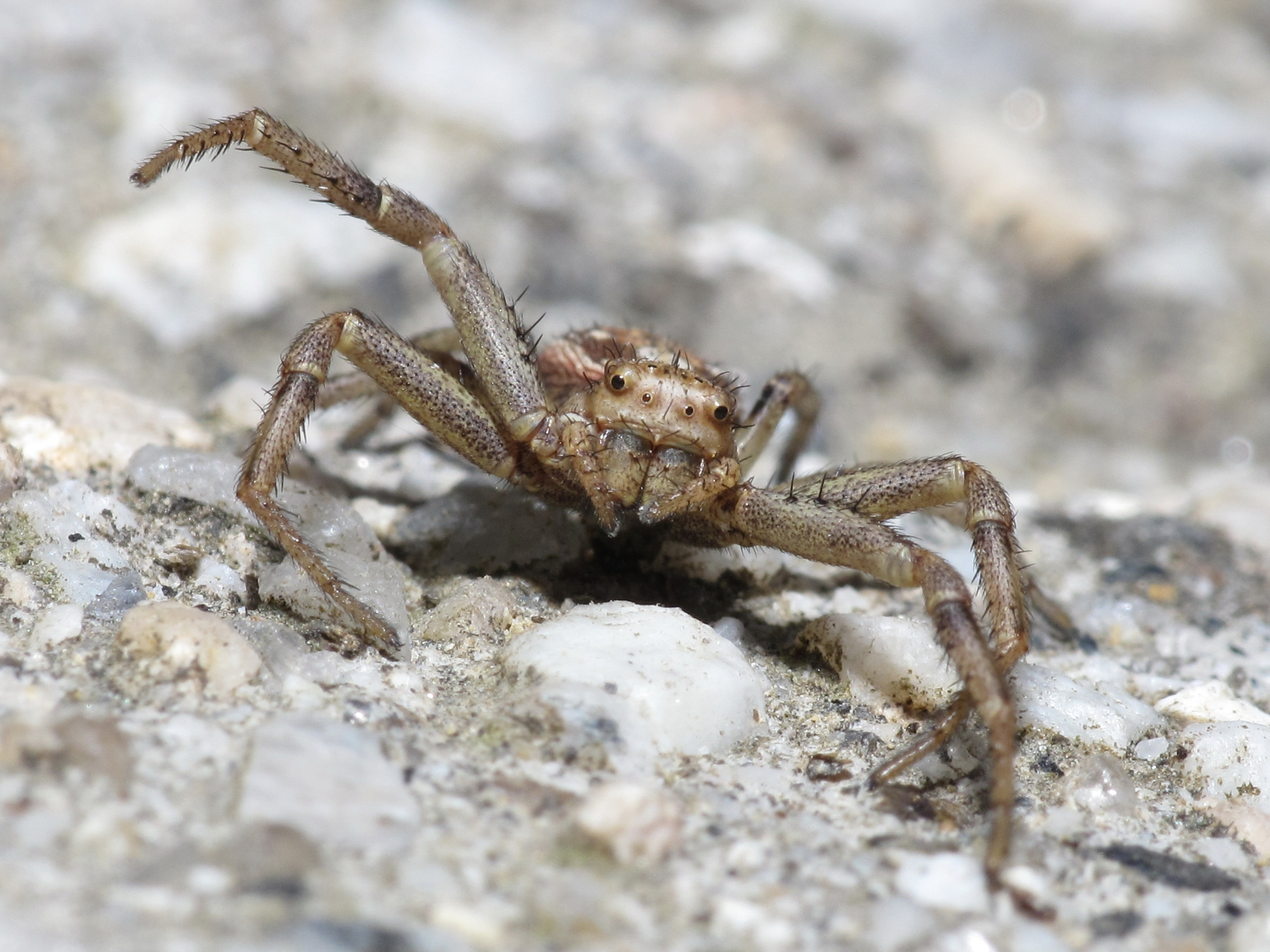
Xysticus cristatus
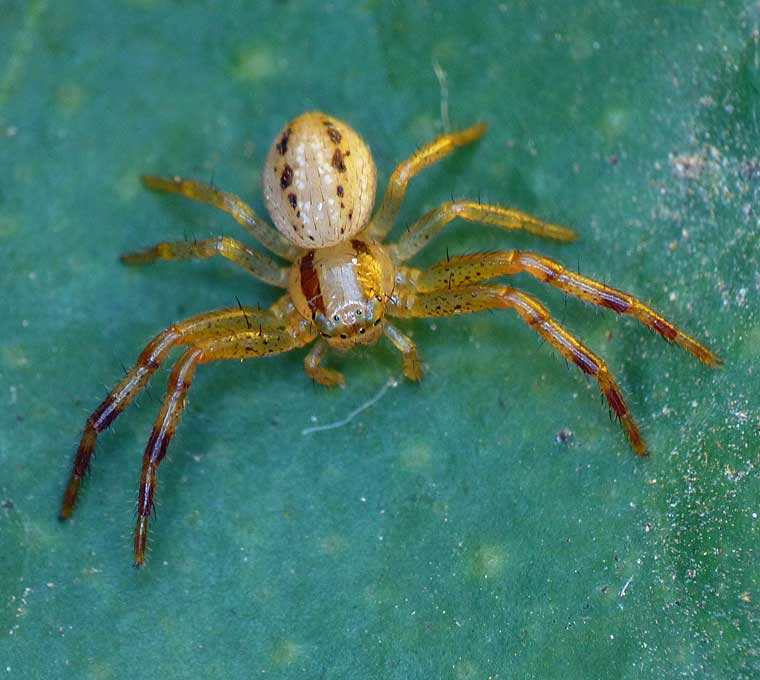
Xysticus bilimbatus
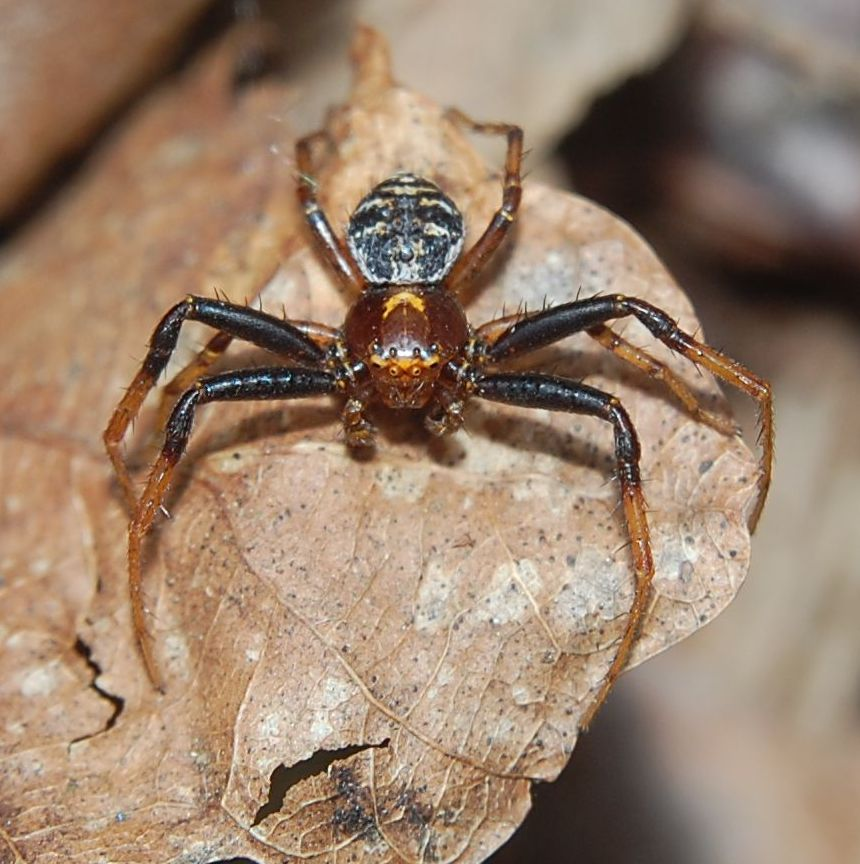
Xysticus lanio
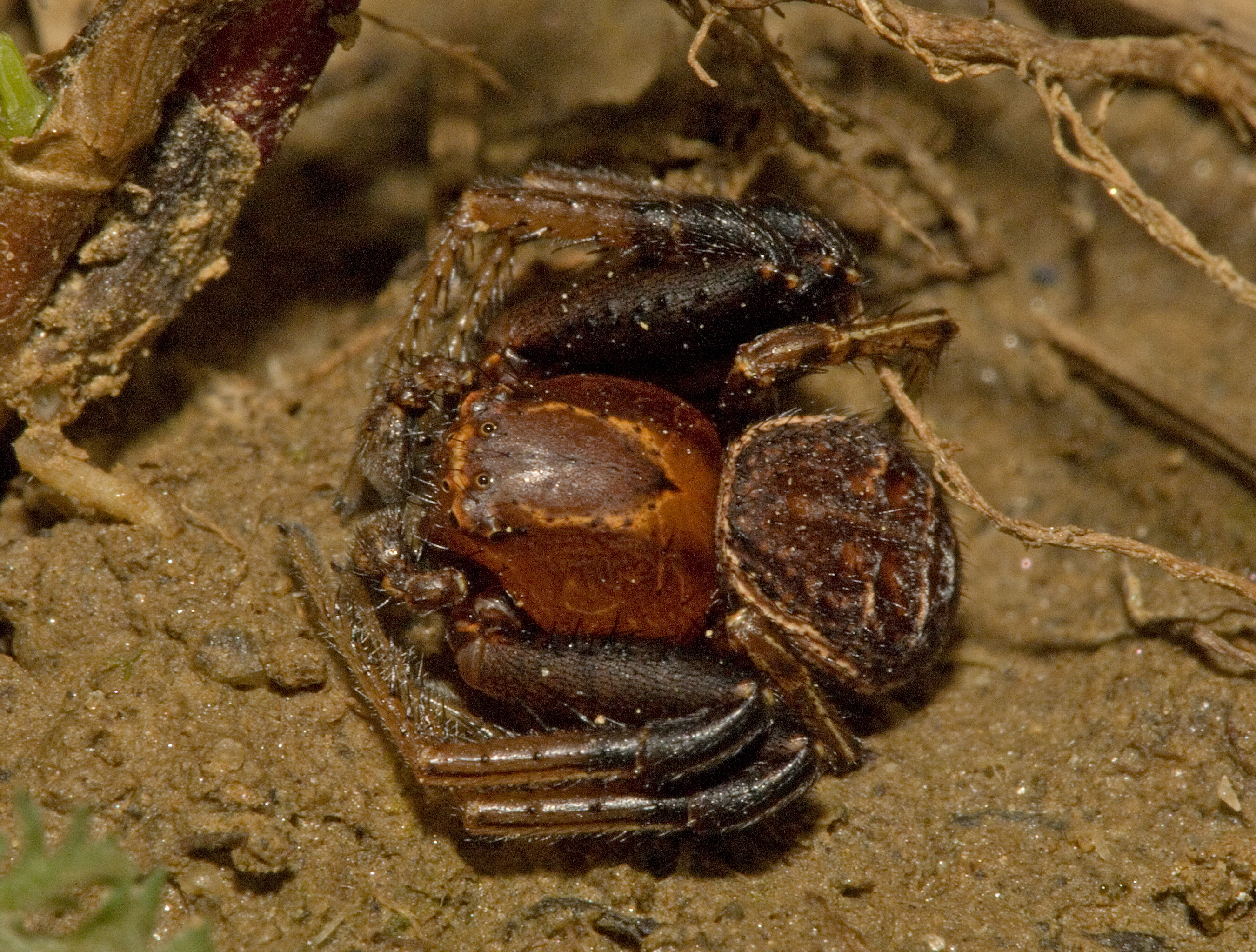
Xysticus luctator
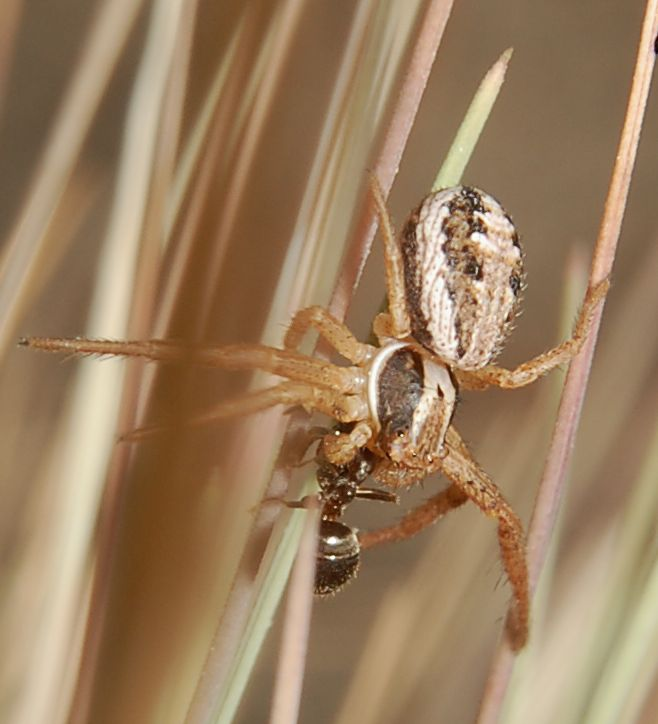
Xysticus ninniii
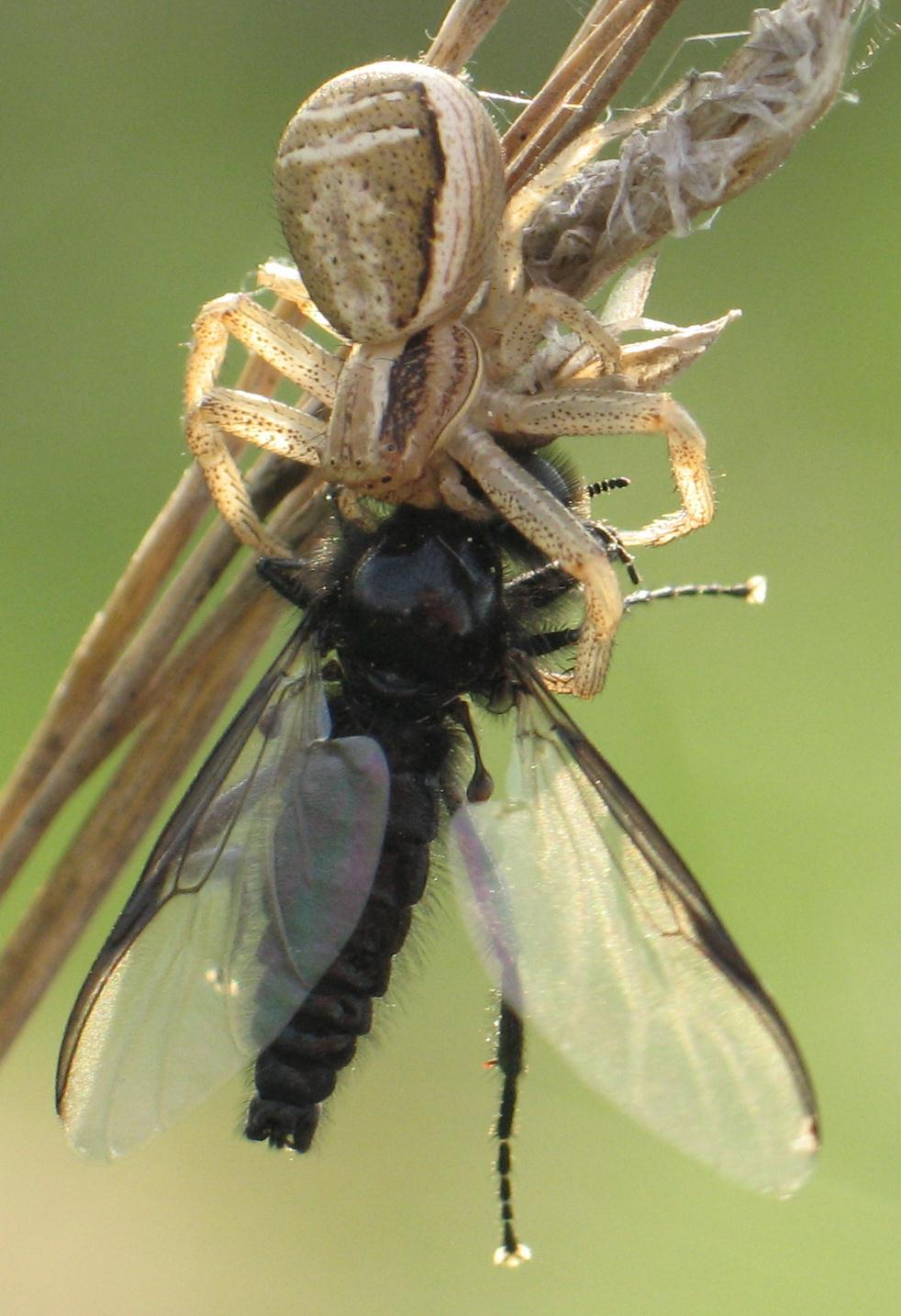
Xysticus ulmi